# Warehouses De Pauw
Warehouses de Pauw, veelal afgekort als WDP, is een beursgenoteerd vastgoedbedrijf met hoofdkwartier in Wolvertem, België. Het bedrijf is marktleider in de Benelux voor logistiek vastgoed.

## Activiteiten
Het bedrijf beheert zeven miljoen m² vastgoed met name geconcentreerd in de Benelux en Roemenië. In Frankrijk en in Duitsland heeft WDP slechts een kleine vertegenwoordiging. Het investeert in duurzaam, semi-industrieel en logistiek vastgoed, zoals kantoren en opslagruimtes. De verhuur levert een stabiele bron van inkomsten die incidenteel wordt aangevuld met boekwinsten op de verkopen van bezittingen. Verder levert de verkoop van elektriciteit nog een bescheiden bijdrage aan de omzet.
De aandelen van het bedrijf staan genoteerd aan Euronext Brussels en Euronext Amsterdam. In deze twee landen maakt het deel uit van de belangrijkste aandelenindices, de BEL 20 en de AMX Index. De familie van Jos de Pauw was met een aandelenbelang van bijna 21% de grootste aandeelhouder per jaareinde 2023.

## Geschiedenis
Het bedrijf werd in 1977 opgericht om het vastgoed van de familiale groep Jos De Pauw te beheren.
In juli 1999 werd het bedrijf genoteerd op de beurs en zijn zoon Tony werd bestuursvoorzitter. Bij de beursgang werden nieuwe aandelen uitgegeven om de groei in het buitenland te kunnen betalen. De onroerend goed portefeuille was op dat moment ongeveer 100 miljoen euro waard. Het bedrijf werd actief in onder andere Nederland, Roemenië en Luxemburg. Aanvankelijk stond WDP zowel in Parijs als in Brussel genoteerd aan Euronext, maar in 2010 werd de notering in Parijs opgegeven. In 2015 kregen de aandelen een notering aan de Euronext Amsterdam.  
Joost Uwents is sinds 2010 bestuursvoorzitter van WDP. Daarvoor was hij al tien jaar financieel directeur bij het bedrijf.
In 2012 passeerde de waarde van de onroerend goed portefeuille de € 1miljard grens.
In januari 2025 werd bekend dat WDP de voormalige Renault-site in Vilvoorde koopt voor € 100 miljoen. De voormalige autofabriek van Renault werd in 1997 gesloten en is in handen van Alcopa. Het terrein heeft een oppervlakte van 19 hectare en is verhuurd. WDP heeft de ambitie dit terrein om te vormen tot een innovatieve en toekomstgerichte stadsdistributiehub.
AB InBev ·
Ackermans & van Haaren ·
Aedifica ·
Ageas ·
Argenx ·
Azelis ·
Cofinimmo ·
D'Ieteren ·
Elia ·
GBL ·
KBC ·
Lotus Bakeries ·
Melexis ·
Montea ·
Sofina ·
Solvay ·
Syensqo ·
UCB ·
Umicore ·
WDP
Aalberts · Air France-KLM · Allfunds · Aperam · ARCADIS · BAM Groep · Basic-Fit · Corbion · CTP · CVC Capital ·  Eurocommercial Properties · Fagron · Fugro · Galapagos · Heijmans · InPost · JDE Peet's · Just Eat Takeaway · OCI · SBM Offshore · Signify · TKH Group · Van Lanschot Kempen · Vopak · WDP